# Derrick Pierce
Derrick Pierce (né le 1er mars 1974) est un acteur de films pornographiques américain.

## Biographie
Derrick Pierce a débuté dans le cinéma pornographique en 2005. Auparavant, il travaillait comme professeur d'arts martiaux dans le sud de la Californie. Son entrée dans la pornographie découle d'une rencontre fortuite avec l'actrice Lexi Tyler, qui fréquentait la salle de sport dans laquelle il travaillait.
Depuis, il est apparu dans plus de 400 films, notamment Chemistry 3 (qui a reçu l'AVN Award du meilleur titre gonzo en 2007) et Upload (AVN Award de la meilleure vidéo en 2008).

## Récompenses
- 2006 : XRCO Award New Stud
- 2010 : AVN Award Acteur sous estimé de l'année (Unsung Male Performer of the Year)
- 2014 : XBIZ Award Meilleur acteur couples-themed release pour Tuff Love[4]

### Nominations
- 2007 : AVN Award Meilleure scène de sexe de groupe - Vidéo (Best Group Sex Scene - Video)
- 2007 : AVN Award Meilleur débutant (Best Male Newcomer)
- 2007 : AVN Award Meilleure scène de sexe à trois (Best Three-way Sex Scene)
- 2007 : AVN Award Meilleur acteur dans un second rôle - Vidéo (Best Supporting Actor - Video)
- 2008 : AVN Award Meilleure scène de sexe en couple - Film (Best Couples Sex Scene - Film)
- 2008 : AVN Award Meilleur acteur - Vidéo (Best Actor - Video)
- 2008 : XRCO Award Single Performance - Actor